# آرثر شورت (سياسي)
آرثر شورت (بالإنجليزية: Arthur Short)‏ هو فلاح وسياسي أسترالي وبريطاني (وحمل سابقاً جنسية المملكة المتحدة لبريطانيا العظمى وأيرلندا)، ولد في 18 يونيو 1851، وتوفي في 25 أكتوبر 1933. انتخب عضو مجلس النواب جنوب أستراليا من الجمعية عن دائرة Electoral district of Yorke Peninsula ‏ وقد انضم خلال فترته النيابية (15 أبريل 1893 – 24 أبريل 1896) للكتلة البرلمانية مستقل.